# Paolo Camossi
Paolo Camossi, född den 6 januari 1974 i Gorizia, är en italiensk friidrottare som tävlar i tresteg. 
Camossi deltog vid VM 1999 i Sevilla där hon slutade på en femte plats med ett hopp på 17,29 meter. Han blev bronsmedaljör vid inne-EM 2000 då med ett hopp på 17,05. 
Han deltog även vid Olympiska sommarspelen 2000 där han slutade åtta. Hans främsta merit kom vid inomhus-VM 2001 då han vann guld med ett hopp på 17,32 meter. Han var även i final vid VM 2001 i Edmonton där han slutade på en elfte plats.

## Personliga rekord
- Tresteg - 17,45 meter